# 克利梅尼夫卡
49°33′14″N 36°11′42″E / 49.55389°N 36.19500°E
克利梅尼夫卡（烏克蘭語：Клименівка）是位於烏克蘭東部的村莊，由哈爾科夫州丘胡伊夫区的茲米伊夫市鎮負責管轄。該村始建於1640年，面積0.43平方公里，海拔高度166米，2001年人口57，人口密度每平方公里131.6人。